# 1994年冬季奧林匹克運動會中華台北代表團
1994年冬季奧林匹克運動會中華台北代表團是中華民國（台灣）以“中華台北”名義，參與在挪威利勒哈默爾舉行的1994年冬季奧林匹克運動會。這是台灣第4次以「中華台北」名義參加冬奧，該屆賽事只派出孫光明、張明榮、許國榮三人參與雪車的項目。

## 國家奧會及貴賓
- 國家奧會秘書長兼團長：張至滿
- 貴賓：吳經國（國際奧會委員）、徐亨（國際奧會榮譽委員）

## 團本部
- 顧問：林文進
- 連絡員：蒲國慶
- 秘書：葉士青

## 雪車
- 選手：孫光明、張明榮、許國榮（替補）
  - 男子雙人雪車 總成績：3:39.44（第35名）